# Les Nuits secrètes
Les Nuits Secrètes est un festival de musiques actuelles qui se déroule trois jours durant, à Aulnoye-Aymeries (Nord) pendant le mois de juillet.

## Présentation
Créé en 2002 sous le nom initial des Estivales le festival est rebaptisé Les Nuits Secrètes en 2003.
En 18 ans d'existence, le festival a vu défiler des artistes comme Alain Bashung, Orelsan, Clara Luciani, Bernard Lavilliers, dEUS, Selah Sue, Vitalic, Funkadelic & Parliament, Laurent Voulzy & Alain Souchon, Julien Doré, Nekfeu, PNL, TV on the Radio, -M- Lomepal ou Angèle.
La particularité de l'événement est de proposer des « parcours secrets ». En montant dans un bus sans connaître les destinations et les artistes programmés, les spectateurs sont amenés à faire des découvertes et ce dans des lieux totalement insolites du territoire de la Sambre-Avesnois, spécialement aménagés pour l'occasion (église, champs, grange, château, etc.),.
Toujours dans le but de faire découvrir de nouveaux artistes, le festival offre la possibilité à des groupes inconnus de se produire sur le festival en ayant sélectionné ceux-ci au préalable par l'organisation de tremplins.

### Les différentes scènes
- Actuelles :
  - La Grande Scène : 14 000 personnes[3].
  - L'Eden : 5 000 personnes[4].
  - Foin Fecret
  - La Noche
- Anciennes :
  - Le Jardin : 4 000 personnes.
  - La Station secrète
  - La Bonaventure : club de nuit ouvert de 1h à 6h du matin, 800 personnes.

## Histoire
En 2016, le festival doit faire face à d'importantes difficultés financières, d'une part liées à un surcoût de 128 000 € pour la sécurité dans le contexte de l'attentat de Nice, d'autre part en raison d'une perte de subventions de 200 000 €.
La grande scène devient donc payante et le festival connait une baisse de fréquentation.
En 2017, le Jardin est remplacé par une nouvelle scène, L'Eden, prenant place sur le site d'une ancienne usine dont la construction est de type Eiffel.

En 2020 et 2021, les éditions sont annulées en raison des restrictions face à la pandémie de Covid-19.

### Fréquentation
|              | 2009  | 2010  | 2011  | 2012  | 2013  | 2014  | 2015  | 2016  | 2017  | 2018  | 2019  | 2022  | 2023  | 2024  |
| ------------ | ----- | ----- | ----- | ----- | ----- | ----- | ----- | ----- | ----- | ----- | ----- | ----- | ----- | ----- |
| Festivaliers | 55000 | 50000 | 47000 | 48600 | 56000 | 65000 | 68000 | 42000 | 33000 | 45000 | 54000 | 55000 | 58000 | 52000 |

### Dérivés
Depuis 2017, l'association des Nuits Secrètes s'implique dans l'organisation d'un nouveau festival, La Bonne Aventure, qui se déroule au mois de juin à Dunkerque. La première édition a accueilli Catherine Ringer, Petit Biscuit, Deluxe, Wax Tailor... Un club de nuit et des parcours secrets sont prévus également, sur le même principe que les Nuits Secrètes.
La première édition a attiré 26 000 festivaliers, 35 000 en 2018 et 41 000 en 2019.

## Programmation

### Années 2020

#### 2025
Le festival a eu lieu du 11 au 13 juillet 2025. Trois premières têtes d'affiches sont annoncées en décembre (Santa, Zaho de Sagazan et Damso), puis une nouvelle annonce a lieu en février.
- Vendredi: Zaho de Sagazan, Paul Kalkbrenner, Kompromat, Maureen, Jyeuhair, Friedberg, Divino, Omar Ek
- Samedi : Santa, Meute, Rilès, Biga Ranx, Adé, HAAi, Roland Cristal, Feini-X Crew
- Dimanche :  Damso, Jersey, Fat Dog, Vaudou Game, Perceval, Miki, DeLaurentis, Johnny & Wallace

#### 2024
Le festival a eu lieu du 12 au 14 juillet 2024. Des premiers artistes sont annoncés en décembre 2023 et février 2024. Cinq parcours secrets ont lieu le samedi et le dimanche, avec notamment Cyril Atef, Blick Bassy, Diamanda Callas, Marina Trench et Solann.
- Vendredi: SDM, Shaka Ponk, Luidji, L'Impératrice, Ladaniva, Naâman, Boys Noize, Horsegiirl, Teki Latex, Fais Le Beau, Nooriyah, Johnny & Wallace, Supa
- Samedi : PLK, Phoenix, Apashe & Brass Orchestra, Yamê, Julien Granel, Rebeka Warrior, Worakls Orchestra, Weval, Noor, Palmëur, Marina Trench
- Dimanche : Louise Attaque, Tiakola, Clara Ysé, Parcels, Kiddy Smile, Ada Oda, Poto Rico, Atili, Blaiz Fayah, Bradley Zero

#### 2023
Le festival a lieu du 21 au 23 juillet 2023. Des parcours secrets sont organisés en même temps que le festival.
- Vendredi: Angèle, Gazo, La Femme, Acid Arab Live, Little Big, Salut c'est cool présente Dimension Bonus, Johan Papaconstantino, Aime Simone, Orchestra Baobab, DJ Travella, H JeuneCrack, Train Fantôme
- Samedi : Jain, The Blaze, Ben Böhmer Live, Tamino, Vladimir Cauchemar, BIGA*RANX, Favé, Hania Rani (parcours secret), Fishbach, PARTIBOI69, Johnny & Wallace, Ravage Club, Tukan
- Dimanche : Lomepal, Boris Brejcha, Romy, Pomme, Lorenzo, Sofiane Pamart, Zaoui, Aymeric Lompret (parcours secret), La Darude, Lydsten, STO, Supa

#### 2022
Le festival a lieu du 22 au 24 juillet 2022, avec une nouvelle grande scène installée sur une prairie. La plupart des parcours secrets (avec notamment Frànçois and The Atlas Mountains et Sébastien Martel) ont lieu du 15 au 17 juillet.
- Vendredi: Damso, Rilès, Charlotte de Witte, Tiken Jah Fakoly, Izïa, Rone, Shygirl, Almost Lovers, Kampire, The Mamys & Papys, King Halloumi (Alia x Lefto)
- Samedi : PNL, Jamie xx, Dropkick Murphys, Vitalic, Rodrigo y Gabriela, French 79, Requin Chagrin (remplace Ibeyi), Overmono, KoKoko!, Kara-Okay Live, Satchel Hart, Social Dance, Mara, You Man
- Dimanche : Orelsan, Juliette Armanet, Mansfield.TYA, Oboy, Camion Bazar B2B la Mamie’s, November Ultra, Ascendant Vierge, NTO, La Darude, Eesah Yazuke, Ada Oda, GЯEG, November Ultra.

Grand parcours secret du dimanche avec November Ultra et Zaho de Sagazan.

#### 2021
À la suite de la pandémie de Covid-19, une édition plus réduite est organisée, sous l'Eden, du 23 au 25 juillet 2021.
- Vendredi : Ladaniva, Yseult, Vianney, Folamour
- Samedi : Prudence, Pomme, Thylacine, Feu! Chatterton
- Dimanche : YN, Josman, Georgio, PLK, Vladimir Cauchemar

### Années 2010

#### 2019
26, 27 et 28 juillet.
- Grande Scène : Alpha Wann, Jeanne Added, - M -, Bon Entendeur, Golden Dawn Arkestra, Odezenne, MØ, Roméo Elvis, Paul Kalkbrenner, Blick Bassy, Columbine, Metronomy, Nekfeu, Polo & Pan
- Eden : Pépite, L'Entourloop feat. Troy Berkley & N'Zeng, Salut c'est cool, Hot Chip, Blood Red Shoes, Flavien Berger, Sleaford Mods, The Psychotic Monks, Dima aka Vitalic, Onyvaa, Chorale Mamys and Papys, Fat White Family, Thylacine, Kompromat
- Station secrète : Jack's on Fire, Gris, Flohio, Radio Meuh (DJ set), Life, Antoine Pesle, Léonie Pernet, Süeür, Whispering Sons, Contrefaçon, XIII, Yolande Bashing, Structures, Don Turi
- Parcours secrets et autres : Yael Naim, Catastrophe, Blick Bassy, Molécule, Marc Meliá, Chocolate Genius, Philippe Rebbot, Sébastien Martel, Golden Dawn Arkestra, Howe Gelb, M. Ward, Canblaster (en), Laure Brisa

#### 2018
27, 28 et 29 juillet
Programmation scènes :
- Grande Scène : Clara Luciani, Shame, Juliette Armanet, Jain, Orelsan, Sandra Nkaké, Eddy de Pretto, Lomepal, alt-J, Petit Biscuit, Bagarre, Therapie Taxi, Feu! Chatterton, Shaka Ponk, Vitalic (ODC Live)
- Eden : Gaël Faye, Tshegue, Meute, Slaves, Trisomie 21, Jessica93, Rone, Agar Agar, Tamino, Angèle, BRNS, Panda Dub
- Station secrète : Ricky Hollywood, Fantazio & Sébastien Martel, Irène Drésel, Otzeki, Orange Dream, Bagdad Bahn, Malik Djoudi, France, Maestro, BRNS, W.Brothers, Jojobeam, Bagarre (DJ set), The Spunyboy
- Bonaventure : Ausstellung, Madben, Panteros666, Afrojaws, Kiddy Smile, DJ AZF
- Parcours secrets : OTZEKI,  Sandra Nkaké, Therapie Taxi, Agar Agar, BRNS, Clara Luciani, Tshegue, Malik Djoudi, Vanessa Wagner & Émilie Levienaise-Farrouch, Fantazio & Sébastien Martel, le Théâtre de Chambre

#### 2017
28, 29 et 30 juillet
- Grande Scène : Unno, Roméo Elvis, Yuksek, S-Crew, Molecule, Blow, Her, Camille, Julien Doré, Superpoze, BCUC, Inna de Yard, Mat Bastard, Dub Inc, Chinese Man
- Eden : Ausstellung, Fishbach, Parcels, Charlotte de Witte, Daniel Avery, Rocky, Jacques, Louisahhh B2B Maelstrom, Apparat (DJ set), Edgär, Cigarettes After Sex, Frànçois and The Atlas Mountains, Mind Against, Tale Of Us
- Bonaventure : Yuksek, Rebeka Warrior (DJ set), James Darle, Azur, Amelie Lens, Pfel
- Parcours secrets et autres : Her, Mathieu Boogaerts, Jacques, Parcels, Jeanne Added, Théâtre de chambre, Sébastien Martel, BCUC, Prieur de la Marne, 2 Mini Bee Gees

#### 2016
29, 30 et 31 juillet
- Grande Scène : Alice on the Roof, Lilly Wood and the Prick, General Elektriks, Selah Sue, The Shoes, Hinds, Mickey 3D, Alain Souchon & Laurent Voulzy, Deluxe, Oblivians, Ludwig von 88, Gogol Bordello, 2 Many DJ's
- Jardin : O, Jagwar Ma, French Kiwi Juice, Odezenne, Soulwax, Petit Biscuit, C Duncan, Flavien Berger, Thylacine, Mr. Oizo, Bachar Mar-Khalifé, Mansfield.TYA, Feu! Chatterton, Vitalic (DJ set)
- Bonaventure : Ausmuteants (live), La Mverte (DJ set), Comah (DJ set), Verlatour (live), Arnaud Rebotini (live), The Hacker (DJ set), Andre Bratten (live), Ann Clue (DJ set)
- Parcours secrets et autres : Flavien Berger, Vanessa Wagner, C Duncan, General Elektriks, Mansfield.TYA, O, Frànçois and The Atlas Mountains, Sébastien Martel, Théâtre de chambre, Prieur de la Marne, Fishbach, Puzupuzu, Angel, Cosmic Neman, Le Sound Truck (DJ Wallace et Willy Vinyl), Lenparrot, Yellö, Kubebe, Phil Von, Verlatour

#### 2015
31 juillet, 1 et 2 août
- Grande Scène : Portico, Balthazar, The Dø, Jungle, Jungle by Night, Songhoy Blues, Asaf Avidan, Deluxe, Weekend Affair, Mountain Bike, Vaudou Game, Groundation, Acid Arab (live)
- Jardin : Meridian Brothers, Salut c'est cool, N'To, Boris Brejcha, Minuit, Grand Blanc, Jeanne Added, Fauve, Superpoze, Urban Junior, Cosmonauts, The Broken Circle Breakdown, Girls in Hawaii
- Bonaventure : Tijuana Panthers, Traumer, Salut c'est cool (DJ set), Cosmonauts, Étienne Jaumet, Superpoze (DJ set), DDDXIE, Acid Arab (DJ set)
- Parcours secrets et autres : Jeanne Added, Martin Mey, Meridian Brothers, Portico, Volgograd, Pierre Bastien, The Mamys and the Papys, Narco Terror, Twin Twisters, Weekend Affair, Château Brutal, DDDXIE, Martin Mey, Dirty Deep, Mountain Bike, Volgograd, Grand Morse, Dirty Machine VS Wallace, Eriksson Delcroix, Juliette Armanet, Sébastien Martel et Laure Brisa, Oddism, Obsolete Radio, MC Metis, Willy & Johnny les ATT, animateurs tout terrain...

#### 2014
- Vendredi : Valentin Marlin, GYM, Casseurs Flowters, Surkin Boys Noize, David Lemaitre, Mélanie De Biasio, Christine and the Queens, Arno, Gush...
- Samedi : Baptizen & Secret Yolk, Toybloïd, Meridian Brothers, Moriarty & Christine Salem, Fauve, Nach, Les Innocents, Agnes Obel, Pokey LaFarge, WhoMadeWho...
- Dimanche : Feini-X Crew, Winston McAnuff & Fixi, Danakil, Chinese Man, Obsolete Radio, The Wytches, The Growlers, Frànçois and The Atlas Mountains, Skip the Use...

#### 2013
3 et 4 août
Mr. Oizo, Ebo Taylor, U Roy, Skip and Die, La Femme, Steel Pulse, Billions of Comrades, By the Rivers, Saule, The Polyphonic Spree, Vitalic (VTLZR), Ondatrópica, Suuns, Orelsan, Agoria Presents Forms, Le Duc Factory, Body Beat, Breakbot, Sexy Sushi, Pan Aurora, Ghostpoet, Rokia Traoré, Israel Vibration, Benoit Carré, Mesparrow, Don Cavalli, Shantel & Bucovina Club Orkestar, Jarmean ?, Healer Selecta + Sound System, Madben, Catman, Shantel, Marklion, Mélissa Laveaux, School is Cool, Sébastien Martel – Struggle, Chicha Libre, Nico Martel, Théâtre de Chambre, Alex Mills, Swingin Kitten, Miss Chazmatazz, Antoine Pesle, Dddxie, You Man, Les Innocents, The Mamys & the Papys

#### 2012
3, 4 et 5 août
- Grande Scène : Orelsan, dEUS, Zebda[18]
- Jardin : Baxter Dury, Battles, Camille, Charles Bradley and is Extraodinaires[18]
- Parcours secrets : Mamys and Papys, Great Mountain Fire[18]

The Minutes (Irl), Zita Swoon Group (Bel), Ewert & the two Dragons (Ee), Socalled (Qc), Colin Stetson (Can), The Dustaphonics (Royaume-Uni), Lee Scratch Perry, (Jam), Max Romeo (Jam), The Congos (Jam)...

#### 2011
Agnes Obel, Bernard Lavilliers, Philippe Katerine, LKJ, Dave Clarke, Neneh Cherry, Balthazar, The Excitements, Curry & Coco, Bob Log III, The Jim Jones Revue, The Mamys and The Papys, Rocky, Gruff Rhys, Gablé, Peter Hook, Born Ruffians, Congopunq, Obsolete Radio, The Dragtones, The Legendary Tigerman, Jon Spencer Blues Explosion, Red Snapper, Mondkopf, Dee Fly and the Sqs, Wild Beasts, Triggerfinger, Matthew Dear, DJ Food, Théâtre de Chambre, Anem Deroo-Gilles Coronado-Sébastien Martel, Giant Sand, Villagers, Sly Johnson, Puta Madre Brothers, Scott H. Biram, Publicist, Swingin’Kitten & Miss Chazmatazz, Healer Selecta, Bobik ou Sacha, Eliote & The Ritournelles, Lena Deluxe, Secrètes Sessions…

#### 2010
Triggerfinger, The Black Box Revelation, The Lords of Altamont, Staff Benda Bilili, Étienne de Crécy, Shiko Shiko, the Dandy Warhols, Bonaparte, George Clinton, Gotan Project, Vismets, Bazbaz, Vincent Ségal, Ben Howard, Get Well Soon, Sébastien Martel, Brigitte, Théâtre de chambre, The Very Best, Wax Tailor, The Tallest Man, Dat Politics, Jackson, Huoratron, Boys Noize, Jimmy Edgar, Healer Selecta, I'm from Barcelona, Andy Smith, Keb Darge...

### Années 2000

#### 2009
Marianne Faithfull, Pete Doherty, The Dø, Yoyoyo Acapulco, Kid Bombardos, Stuck in the Sound, Don Tomasino & Tutti Quanti, Getatchew Mekurya & The Ex, The Aggrolites, Naive New Beaters, Hugh Coltman, Saule et les pleureurs, Konono N°1, Mahjongg, Mocky, Puppetmastaz, Mr Oizo, Valoy—Brown & The Pi’s, Montgomery, Au revoir Simone, Calexico, General Elektriks, Feini-X-Crew, Curumin, Monotonix, Yo Majesty, Horace Andy, We Have Band, The Proxy, Milk Run, Kap Bambino, Djedjotronic, Agoria, Sylvie Cious, Minimal Western, Silvouplay, Sam Tiba, CirKus, The River, Sébastien Schuller, DJ Shalom, Théâtre de Chambre, Vincent Ségal…

#### 2008
Alain Bashung, HushPuppies, Adam Kesher, Jamie Lidell, Sébastien Tellier, Vitalic, Camille, Girls in Hawaii, Caribou, Nneka, Tiken Jah Fakoly, Birdy Nam Nam, The Fly : Erik Truffaz / Sly Johnson, Ace Out, Nervous cabaret, Taraf de Haïdouks, Health !, Luna Lost, Casiokids, Arman Méliès, Archie Bronson Outfit, Alela Diane, French Cowboy, Peter von Poehl, Fink, Bikinians, Jahcoozi, Housemeister, Kiko, Teki Latex, Don Rimini, No Age, Crookers, Brodinski, Bob & Lisa, Curry & Coco, Left Lane Cruiser, Urban Chill Out, Secteur 7, CQ 2000, Didier Super, Chris Garneau, Chloé Mons & Xavier Boussiron, Las Ondas Marteles, Beau Catcheur, Wasis Dop, Seb Martel & Elysian Fields, Sylvie Cious, Robert Ramon, Lowclub, Canal Girafe, Digital Vandal…

#### 2007
Archive - Laurent Garnier - Arno - Sanseverino Big Band - Just Jack - CirKus / Neneh Cherry - Jean-Louis Murat - Battles - Didier Super - Max Romeo - DJ Krush - Zenzile - Tinariwen - WhoMadeWho - Architecture in Helsinki - Detroit Grand Pubahs - David Krakauer / Socalled - DJ Shalom - Boys Noize - Balkan Beat Box - Jamie T - Malajube - Windmill - Spleen - Izabo - Sharko - Elvis Perkins - Anna Ternheim - Robert Gomez - Mansfield.TYA - Amalgamix - Missill - Digital Vandal - Deltahead - Phil Von - Théâtre De Chambre - Musique Post-Bourgeoise - Canal Girafe - Sylvie Cious - Birthday Pony - The Legendary Tigerman - Roken is Dodelijk - Black Diamond Heavies - Heleno Dos 8 Baixos - Cq 2000 - Estèla Dou Coqe - Afrojaws - Mich Kill my Dog - The Bishops

#### 2006
Soulwax / 2 Many DJ's - TV on the Radio - Liars - Amadou et Mariam - !!! (Tchik Tchik Tchik) – Datarock - Israel Vibration - Les Wampas - An Pierlé - White Velvet -The BellRays - Zita Swoon - Lee Scratch Perry - Señor Coconut and His Orchestra - Konono N°1 - Radio 4 - Bob Log III - Why ? - Urban Dance Squad - Lo'jo - Islands - Mademoiselle K - Tokyo Sex Destruction - Paraone - Feadz - Carving - Friquet/Boussiron - Mansfield.TYA - Scott H. Biram - Curry & Coco - David Walters - Sylvie Cious – Zoe - Cool Kleps - Genjini - Gomm - Digital Vandal - Holden - Le Collectif De La Girafe - Les Ramones - Motel Martel – Wallace - Radio Chango - the Clerks - Théâtre De Chambre - Willy Vinyl - Yuksek

#### 2005
Sinclair - Yann Tiersen - Femi Kuti - Maxïmo Park - Toots and the Maytals - the Gladiators – Zenzile - Mouss et Hakim - Vive la fête - Mardi Gras Brass Band - !!! (Tchick, Tchick, Tchick) - Dj Vadim Present One Self - no Use for a Name - Art Brut - Pietragalla Compagnie - Von Magnet - Mike Sanchez - Electrelane - Red - the Domestics – Carton - Numu - the Fatals - the Magnetix - Dat Politics - Digital Vandal - Felix Kubin – Flobard - Willy Vinyl - Dj Aï - Olaf Hund - Black Sifichi - Silvatica - Skweeze Me Pleeze Me - Théâtre De Chambre - Teatro Delle Ariete - Al1 Et Ant1 - Luna Lost

#### 2004
Christophe - the Skatalites - Feist - Freestylers - Fabulous Trobadors - Sergent Garcia – Hexstatic - Autour de Lucie - Piers Faccini - Laetitia Shériff - Fancy - Bob Log III - The Cat Empire - Gomm - Meï Teï Shô – Java - Akosh S Unit - Lulu - La Caravane Electro - Western Special - Alejandro Barcelona - Nicolas Martel Et Cyrus Horde - Bombes 2 Bal - Atypeaks - Jérôme Lapierre - La Compagnie Des Hommes - Théâtre De Chambre - Hawaii samurai- Kyo

#### 2003
Keziah Jones - LKJ - Yuri Buenaventura - Fishbone - Mass Hysteria – Stanley Beckford - Lo'jo - Sébastien Martel - Boo! - Jam session – Subway - Carving - Badié - Théâtre De Chambre - Bad Joke - Fire Warriors - Atypic Lab - Dudin - Les Blaireaux - Fred - Fazenda - Naab - Clotaire K - Alejandro Barcelona - Marie France - Laurent Friquet - Eric Pintus

#### 2002
Tiken Jah Fakoly - Hubert-Félix Thiéfaine - Marcel et son orchestre - La Ruda Salska - Rubin Steiner - Fred Galliano and the African Divas - Padam - Théâtre De La Litote - Jawar - P18 - La Compagnie Du 26 Pinel - Boo! - Lokos - Zed Funky Freestyle - Théâtre De Chambre - Dj Morpheus